# Шолотль

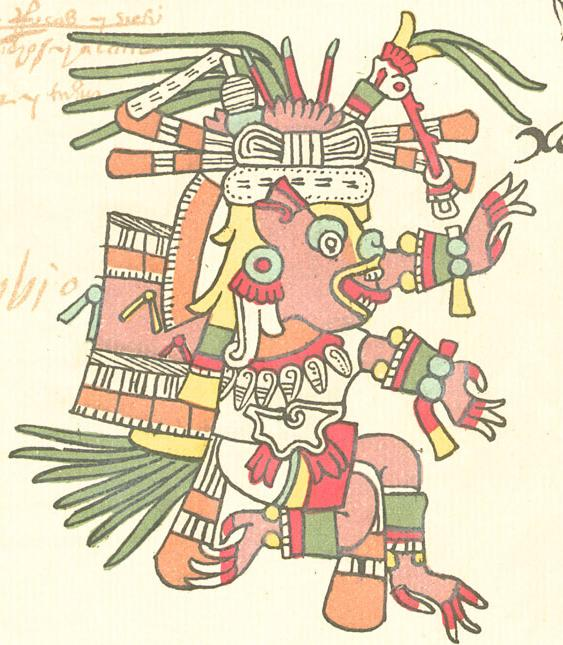
Изображение Шолотля из Мексиканской рукописи

Шоло́тль (аст. Xolotl) — в ацтекской и тольтекской мифологии бог грозы и смерти, «тёмный» брат-близнец Кетцалькоатля, один из двух сыновей девы Коатликуэ.
В переводе с языка науатль его имя может переводиться и как «гонец», и как «паяц», и как «чудовище». В ацтекских мифах, как правило, представлен как грозное божество грозы, загробного мира и различных бедствий и неудач, считался повелителем вечерней звезды и тёмной стороны Венеры, но вместе с тем был покровителем близнецов и игры в мяч, в Миктлане (царство мёртвых в ацтекской мифологии) сопровождал умерших, также сопровождал в начале дня Солнце во время его пути на небосвод. Изображался в виде скелета либо как человекоподобное чудовище с собачьей головой и кривыми ногами. На некоторых изображениях он вооружён топором, а на его спине имеется пятно света.